# Charles-Augustin de Ferriol d'Argental
Charles-Augustin de Ferriol, conte d'Argental (Parigi, 20 dicembre 1700 – Parigi, 5 gennaio 1788), è stato un diplomatico francese.

## Biografia
Figlio di Augustin-Antoine de Ferriol, conte d'Argental (1653-1737), e di Marie-Angélique Guérin de Tencin (1674-1736), era familiarmente chiamato goussaut (all'incirca con il significato di "torello"). Consigliere del re al Parlamento di Parigi nel 1721 e suo intendente a Saint-Domingue nel 1738, fu uno degli innumerevoli corteggiatori di Adrienne Lecouvreur insieme a Voltaire. Dopo la morte dei genitori sposò Jeanne-Grâce Bosc du Bouchet (1737) e, alla morte della zia scrittrice Marie-Françoise de Tencin de Grolée nel 1760, divenne barone di Saint-Martin-de-Ré.
Seguendo le orme dello zio Charles de Ferriol d'Argental, che era stato ambasciatore di Francia a Costantinopoli, fu a sua volta ambasciatore francese nel Ducato di Parma e Piacenza fra il 1759 e il 1788, incarico che non gli impedì di soggiornare di sovente a Parigi. Il suo nome tuttavia è legato soprattutto all'amicizia e alla corrispondenza con Voltaire (circa 1200 lettere distribuite nell'arco di sessant'anni), che si rivolgeva al conte d'Argental e a sua moglie chiamandoli "i miei angeli divini".
Viene indicato come presunto autore dei Mémoires du Comte de Comminges, al posto (o insieme) alla sua celebre zia, la quale pare aver pubblicato a proprio nome anche altre opere del nipote, di cui aveva scarsa considerazione.